# 六重奏曲 (ベートーヴェン)
六重奏曲（ろくじゅうそうきょく）作品81bは、ルートヴィヒ・ヴァン・ベートーヴェンが作曲した、2本のホルンと弦楽四重奏のための室内楽曲である。

## 成立
1795年頃（1796年から1797年という説もある）に作曲されたベートーヴェン初期の作品であるが、出版年が1810年と遅いため、作品番号順では中期から後期の作品にあたる「81b」という番号が与えられている。作曲の詳細な経緯は不明だが、当時の手紙に「好評をもって迎えられた」とあることから、作曲者の存命中に演奏されたことは確かである。
ホルン2本と弦楽四重奏という編成はモーツァルトの『音楽の冗談』に近いが、ディヴェルティメントやセレナードのような娯楽目的の室内楽の趣は少なく、かといって同じベートーヴェンの弦楽四重奏曲のような緊密さ、緻密さは見られない。2本のホルンの響きを重視しながら相当な名人芸も要求する、一種の合奏協奏曲のような曲であるが、通常編成の協奏曲に組み込まれる木管楽器を欠いているため、華やかさや色彩的な響きはない。ブランデンブルク協奏曲第1番のような各楽器の対比の妙は味わえず、あくまでもホルンの響きを楽しむ曲となっている。
曲はホルン協奏曲のような趣きを持っており、ベートーヴェンの作品の中でも特異な存在である。弦楽器は伴奏に近い扱いで、終始2本のホルンによって曲が進行する。総譜の書法や曲の構成からも以下のような特徴が読み取れ、かなり協奏曲に近い作品であることがわかる。
- 3楽章構成で終楽章はロンドとなっており、一般的な協奏曲の構成に一致する。
- ホルンの難易度は同じ作曲者の他の楽曲に比べて高い。金管楽器のバルブが発明される直前の作曲で、ナチュラルホルンのために書かれているが、ナチュラルホルンのストップ奏法では演奏の難しい音階・半音階を多用している。
- 曲がフォルテの全合奏になる場合、ヴィオラとチェロがユニゾンでバスを歌うことが多く、明らかに2本のホルンの力強い響きを支えるためにバスを増強している。当時の一般的な管弦楽法では、ヴィオラに基本的に内声部を担当させ、チェロとコントラバスを重ねてバスを構成することが多いが、この曲のようにヴィオラ・チェロ（ここではコントラバスを欠いてはいるが）でバスを作るという書法は、ベートーヴェンの初期のピアノ協奏曲やモーツァルトの各種協奏曲の管弦楽法とよく似ている。

## 演奏困難なホルンパート
ホルンの難所が楽譜に散見される。現代のバルブ付きホルンを用いればストップ奏法に頼らずに音を出せるものの、演奏はあまり楽にならない。

### 第1ホルン
音階的な動き及びレガートが終始高音で要求される。
- 12度にわたる急速な音階の演奏とその終着点の超高音（in E♭で上第2線の「レ」、実音のF5）。
- 高音域でのレガート奏法による息の長いメロディーの演奏。
- 全楽章で頻繁に出てくる上第2線の「ド」（実音のE♭5）。

### 第2ホルン
急速かつ幅広い音の跳躍によるアルペジオや中低音での半音階など、第1ホルンよりも技術的には高いものが要求される。
- ストップ奏法ではかなり演奏の難しい音の多用。
- 跳躍幅は狭いものの、16分音符で滝のように落下していく急速なアルペジオ。
- 8分音符で12度音程の跳躍を含むアルペジオ。
- 自然倍音にない音が多く、演奏不可能な場合のOssiaがわざわざ書かれている第3楽章の16分音符のアルペジオ。
- 終楽章コーダ前の、第2倍音のE♭2から完全四度下のB♭1まで下がる低音域での半音階。

演奏時間は17分から20分程度。

## 楽器編成
ホルン（E♭管）2、ヴァイオリン2、ヴィオラ、チェロ

## 曲の構成
- 第1楽章　Allegro con brio 変ホ長調　4/4拍子
ソナタ形式。弦楽器の和音に導かれてこだまのようなホルンの旋律で始まる。全体的に伸びやかで溌剌とした楽章。第1番ホルンの高音スケールと第2ホルンのアクロバティックなアルペジオが特徴。
- 第2楽章　Adagio 変イ長調　2/4拍子
三部形式。柔和でのどかな印象を受ける緩徐楽章。変イ長調はE♭管ホルンの主調である変ホ長調の下属調のため、ナチュラルホルンでは和音に合う音が少なく音程を合わせにくいが、バルブ付きホルンを使用する場合はほとんど問題にはならない。
- 第3楽章　Rondo Allegro　変ホ長調　6/8拍子
ロンド。 モーツァルトの協奏曲でおなじみの狩りのロンドで楽しい雰囲気の楽章。ここで初めてヴァイオリンが合いの手から解放され活躍する。

## 参考資料
- ライナーノート：DENON COCO-770524 高橋　昭（2003年1月）